# Célula Chénier
La Célula Chénier, también conocida como la Pandilla de la Orilla Sur (South Shore Gang por su nombre en inglés), era una célula adherida al FLQ con sede en la ciudad de Montreal, responsable de haber cometido por cerca de una década ataques con explosivos, robos a mano armada, secuestros incluido aquellos que desembocaron en la Crisis de octubre.

## Trasfondo
La Célula Chénier fue nombrada en honor al dirigente del movimiento patriota de Jean-Olivier Chénier, quien lidero laRebelión del Bajo Canadá. Un movimiento violento que luchó por la soberanía de Quebec, la Célula Chénier intentó usurpar el Gobierno electo de Quebec y crear un levantamiento del quebequense para establecer un nuevo estado de Quebec, independiente de Canadá.   Los cuatro miembros conocidos de la Célula Chénier fueron: Paul Rose, Jacques Rose, Francis Simard y Bernard Lortie.

## Ataques
El 5 de octubre de 1970, junto con miembros de la Célula de Liberación, secuestraron al Comisario de Comercio del Reino Unido James Richard Cross en su casa de Montreal.
El 8 de octubre de 1970, el FLQ Manifesto estuvo retransmitido por CBC/Radiofónico-Canadá cuando uno de las muchas demandas requirió para la liberación de James Cross. El manifesto criticó a las megacorporaciones, la Iglesia católica, René Lévesque, Robert Bourassa y Pierre declarado Trudeau "un queer".
Dos días después, célula secuestró al Vice-premier de Quebec y Ministro Laboral, Pierre Laporte. Los secuestradores se acercaron Laporte, mientras jugaba fútbol con su sobrino, esto en el patio del frente y le forzaron a subir a un vehículo a punta de pistola. Los miembros del célula creían que muchos otros quebequenses los seguirían en un levantamiento para crear un estado independiente.
El 15 de octubre el Gobierno de Quebec pone en marcha una petición de apoyo a las Fuerzas Armadas Canadienses y al Service de police de la Ville de Montréal.
Al día siguiente el gobierno canadiense clama la existencia de una "insurrección aprehendida" aplicando el Acta de Medidas de la Guerra. Estos controles de emergencia ilegalizaron al FLQ y su afiliación lo hacía un acto criminal.  Además, las libertades normales estuvieron suspendidas y los arrestos y las detenciones estuvieron autorizados sin cargos.
El 17 de octubre de 1970, el día después de que el Gobierno de Canadá invocó el Acta de Medidas de Guerra, la Célula Chénier anunció que había ejecutado a Laporte. Laporte fue hallado estrangulado en la parte trasera de un vehículo robado abandonado cercano el Aeropuerto de Montreal-Saint-Hubert
A principios de diciembre de 1970,cuatro semanas después de que los miembros de la Célula de Liberación, los miembros de la célula Chérnier fueron hallados en una residencia rural en Saint-Luc, Quebec. Los miembros de la Célula Chérnier fueron puestos a proceso y tres fueron condenados por secuestro y homicidio, mientras que Jacques Rose fue condenado por ser cómplice después del hecho y todos los miembros se declararon "responsables".